# Klötzchenfries

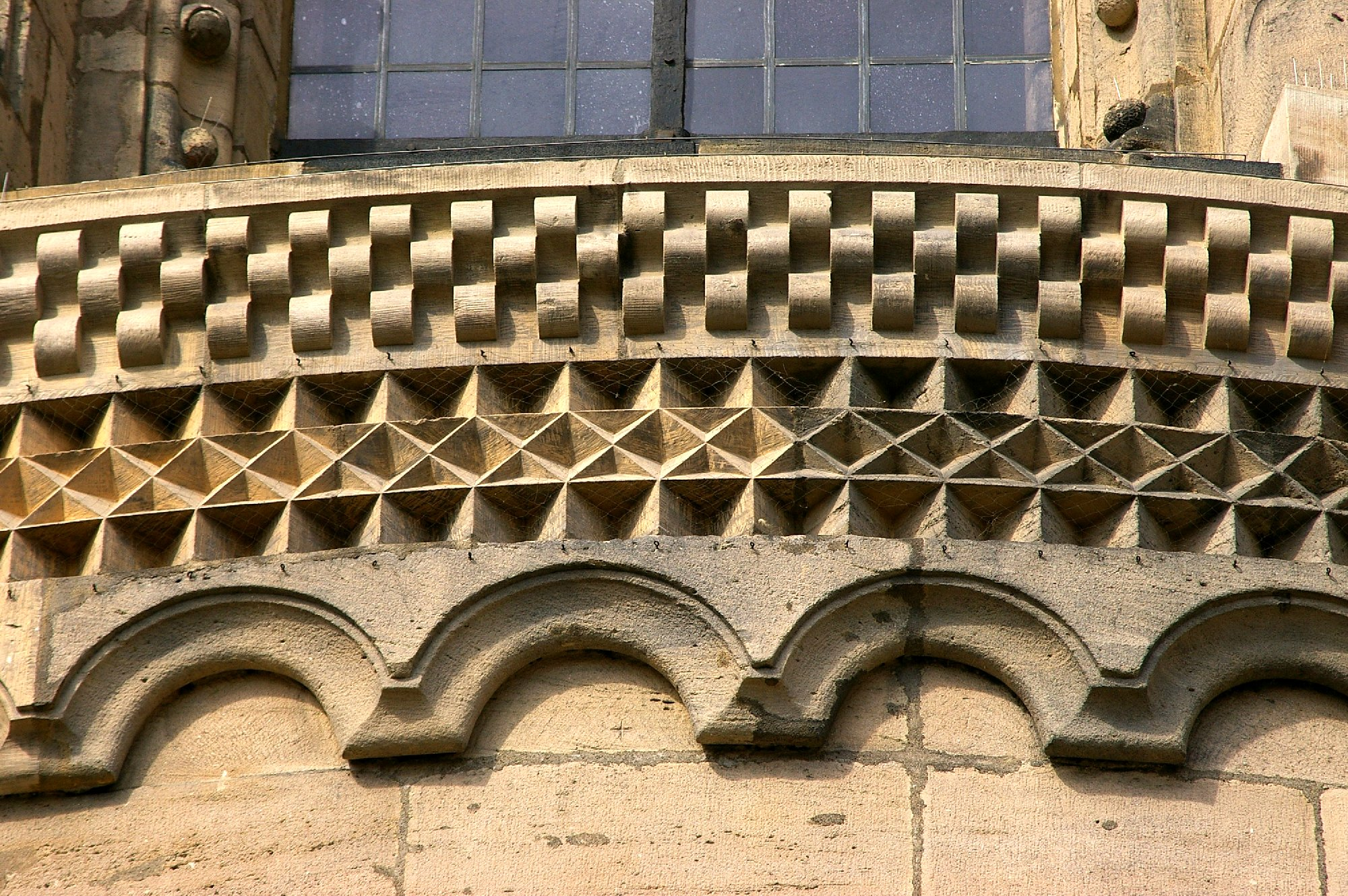
Bamberger Dom – Klötzchen- oder Rollenfries, zwei Sägezahnfriese und vertiefter Diamantfries; darunter ein Rundbogenfries

Ein Klötzchenfries oder Würfelfries bzw. Schachbrettfries (in abgerundeter Form auch als Rollenfries oder Röllchenfries bezeichnet) ist ein architektonisches Dekorelement aus kleinen, in der Höhe alternierenden Steinen.

## Material
Obwohl eine Bearbeitung von Holzbalken in ähnlicher Weise und mit viel geringerem Aufwand möglich gewesen wäre, wurden Klötzchenfriese ausschließlich und in mühseliger Arbeit aus größeren Steinen (meist Tuffstein oder Sandstein) herausgehauen.

## Arten
Mehrreihige oder flächige Klötzchenfriese tauchen häufig an Traufgesimsen romanischer Kirchen auf. Seltener werden auch Säulen oder Bogenlaibungen mit Klötzchenmustern verziert.
Auch Zahnschnittmotive werden nicht selten als Klötzchenfriese bezeichnet; sie finden sich an Innen- und Außenwänden. Manchmal werden die Kämpfer von Halbsäulenvorlagen in den einfach gereihten Klötzchenfries (Zahnschnitt) miteinbezogen.

## Geschichte

### Antike
Obwohl Klötzchenfriese sehr wahrscheinlich mit der Ziegelbauweise bzw. mit Schachbrettmustern in Zusammenhang stehen, kommen sie in der Dekorkunst der Antike nicht vor bzw. sind nicht erhalten.

### Mittelalter
Klötzchenfriese erleben ihre Blütezeit in der romanischen Baukunst des Mittelalters. In der Gotik, der Renaissance und im Barock verschwinden sie wieder um in der historisierenden Kunst des 19. Jahrhunderts vereinzelt wieder zu erscheinen.

## Symbolik
Ein Symbolgehalt von Klötzchenfriesen, die in einem weiteren Sinne zu den Gitterformen gerechnet werden müssen, ist nicht nachweisbar. Da sie jedoch fast ausschließlich im Außenbereich und zudem noch an Übergangsstellen wie Traufgesimsen, Fensterlaibungen etc. erscheinen, ist eine ursprünglich unheilabwehrende (apotropäische) Bedeutung nicht gänzlich auszuschließen.

## Bilder

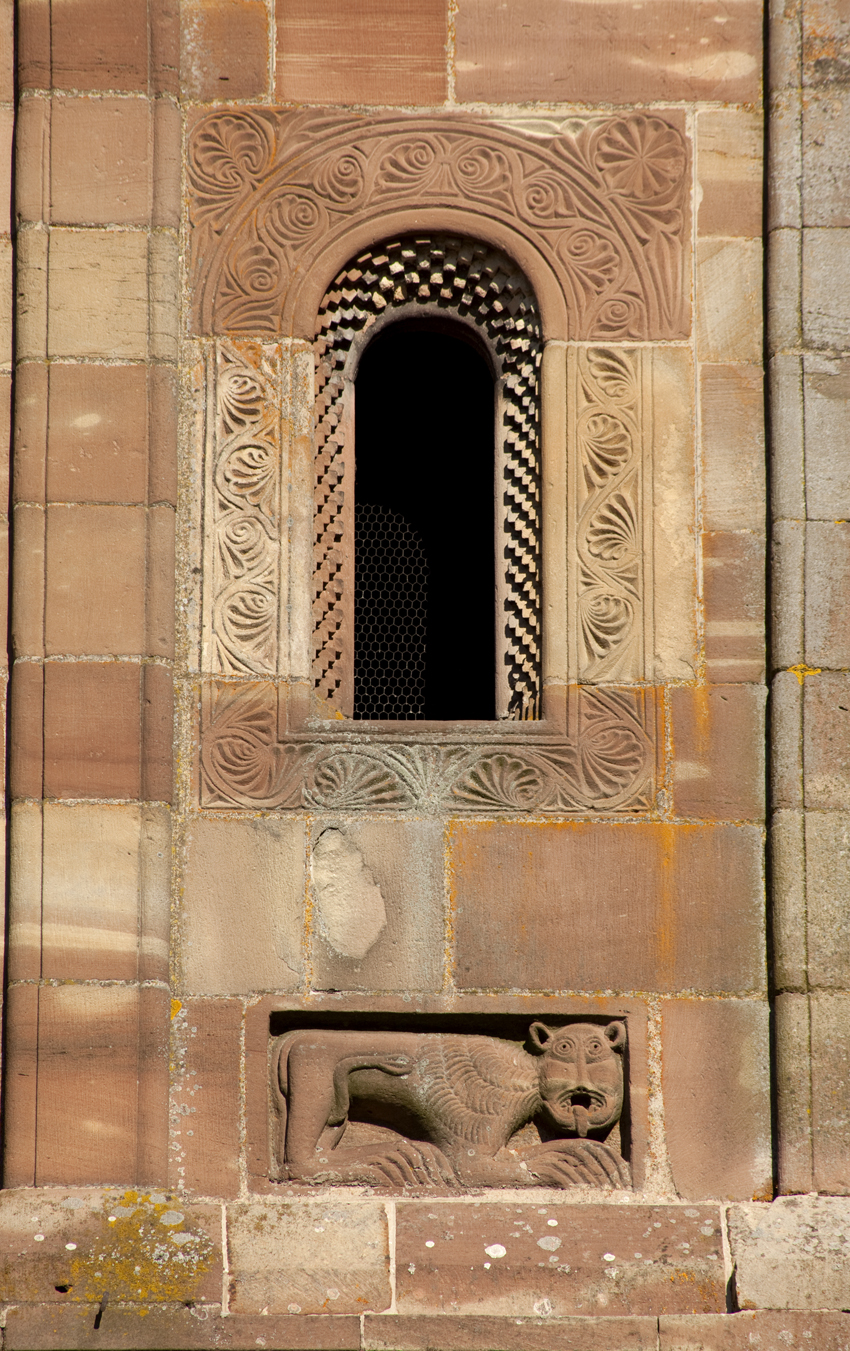
Marmoutier (Elsass) – Klötzchenfries in der Fensterlaibung
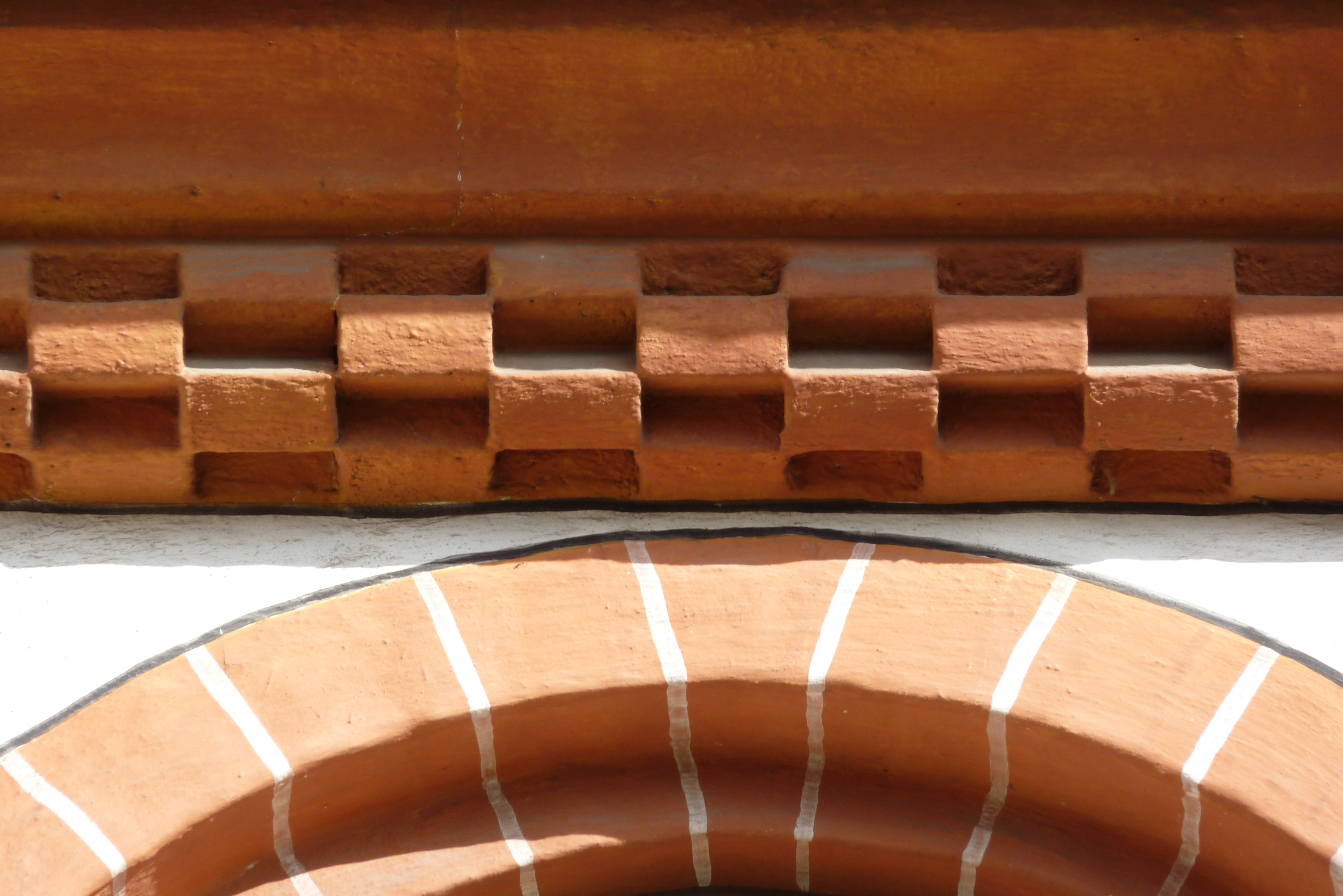
St. Peter (Sinzig) – 4-fach gereihter Klötzchenfries unter der Traufe
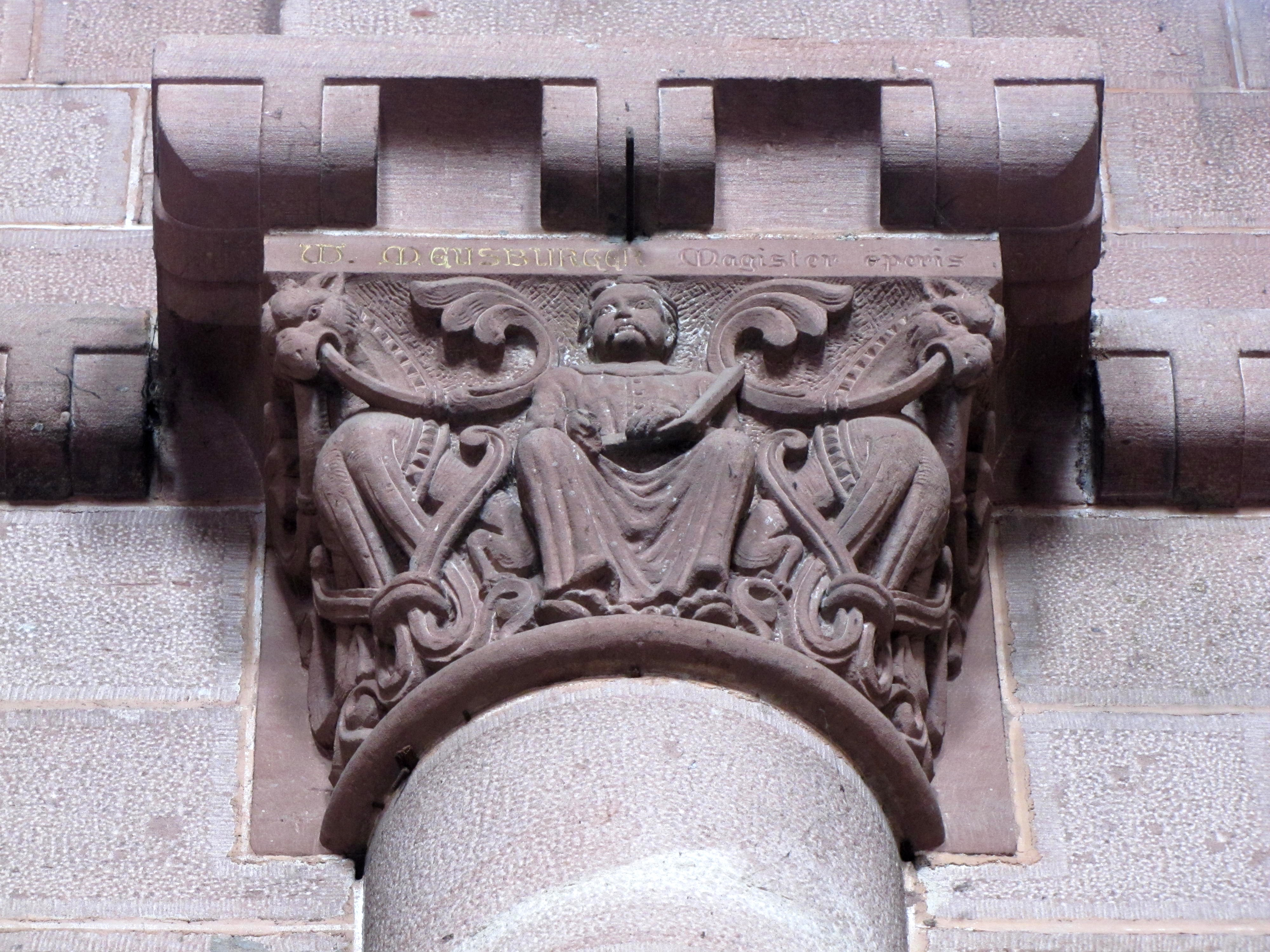
Ste-Foy de Sélestat – einreihiger Klötzchenfries (Zahnschnitt)
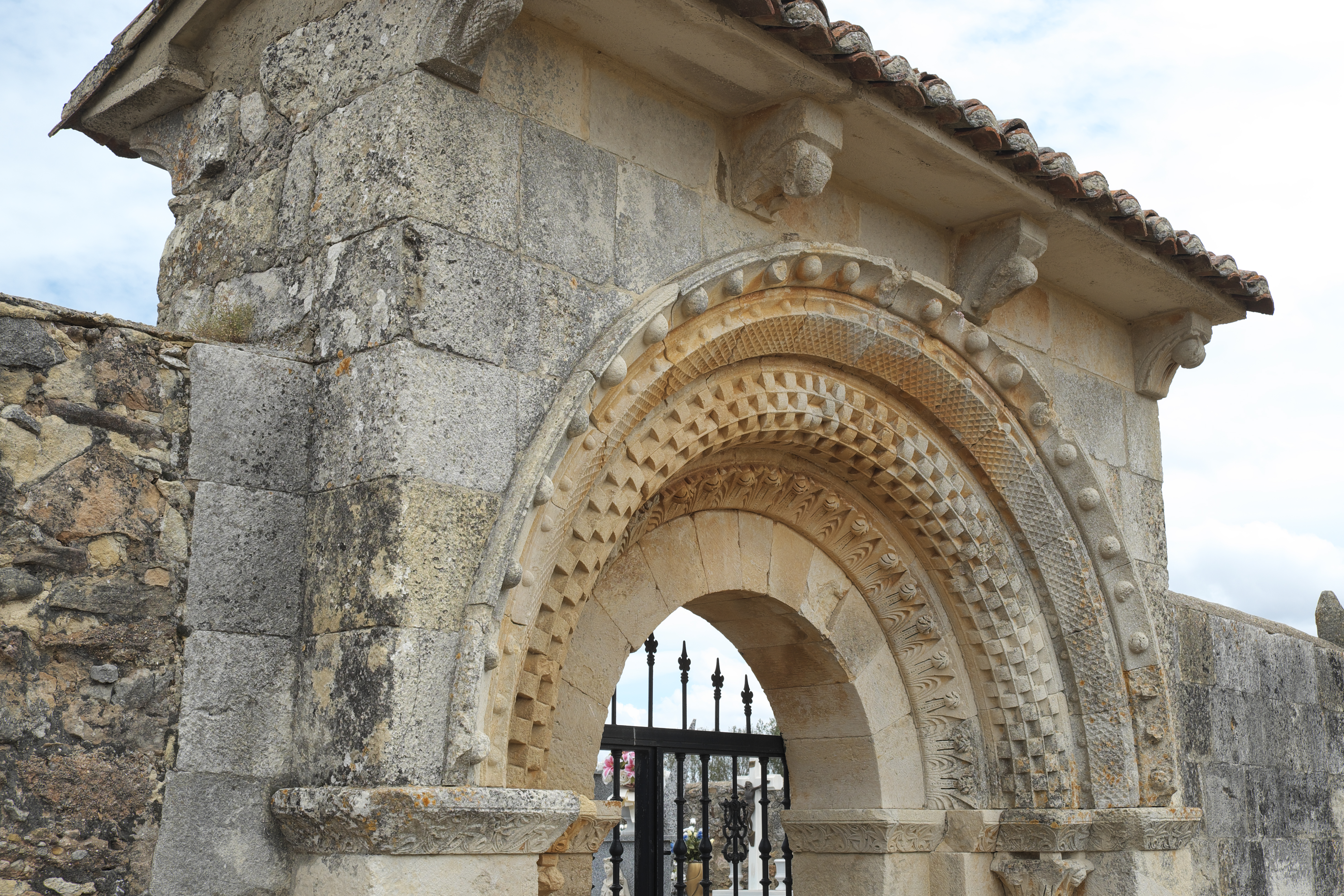
Portal der Kirche San Tirso im Weiler Vega de Bur in der Comarca La Ojeda
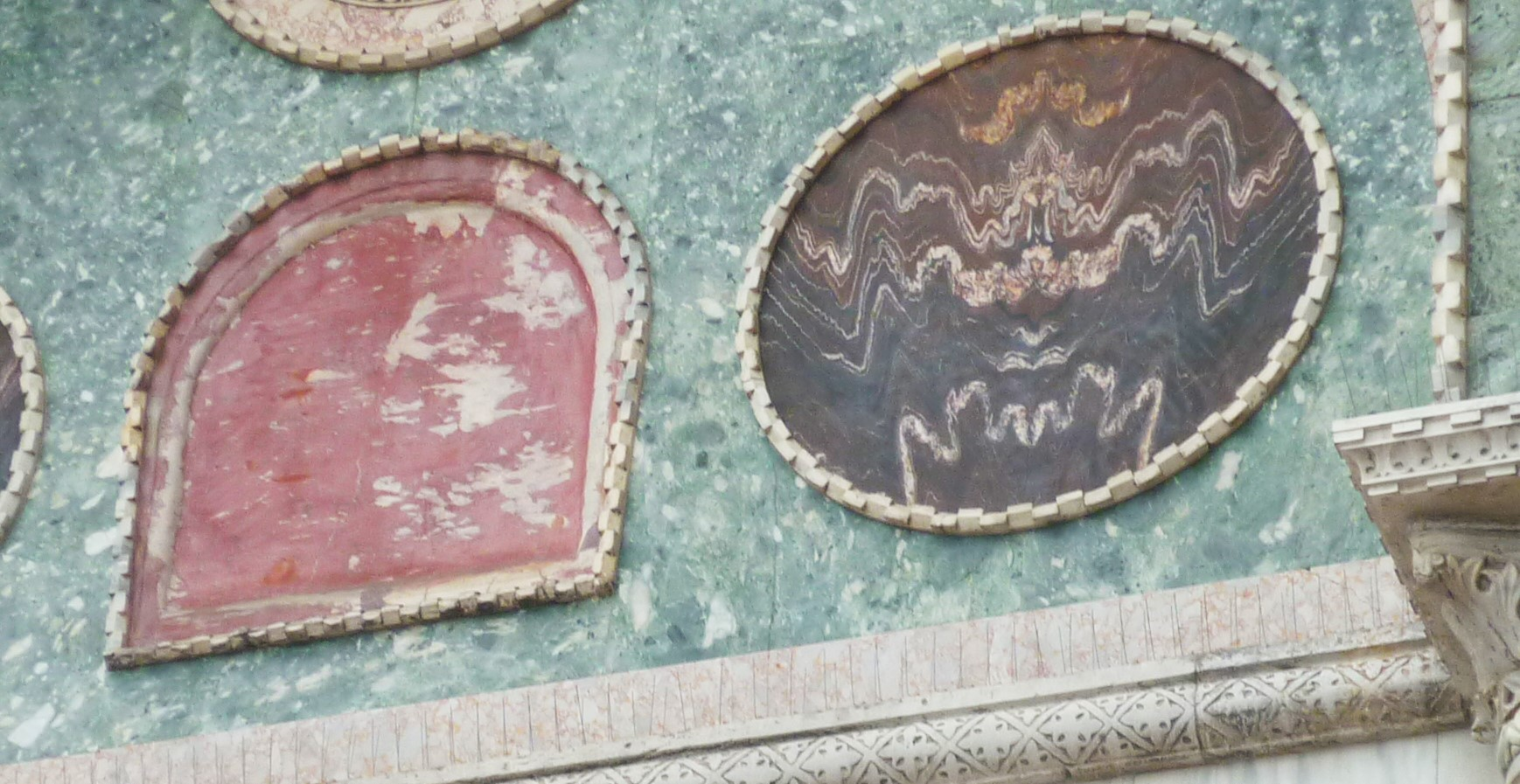
Venezianischer Klötzchenfries, mittelalterlich (hier als Rahmenfriese am Markusdom)